# 苏迪曼山脉

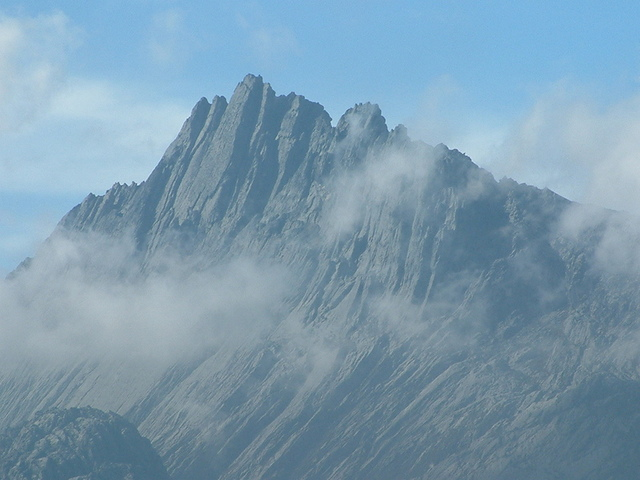
查亚峰位于苏迪曼山脉中部

苏迪曼山脉（Sudirman Range、Dugunduguoo或Nassau Range）是印度尼西亚巴布亚省的一座山脉，包括毛克山脉的西部。最高峰是查亚峰（海拔4,884m）。格拉斯伯格矿场位于山脉中部，由印尼自由港公司经营。